# Žitňák
Žitňák (Agropyron) je rod trav, tedy z čeledi lipnicovitých (Poaceae). Jedná se o vytrvalé byliny. Jsou trsnaté, často s oddenky. Stébla dorůstají výšek zpravidla 15–150 cm. Listy jsou ploché nebo svinuté, dosahují šířky 1,2–10 mm, na vnější straně listu se při bázi nachází jazýček. Květy jsou v kláscích, které tvoří klas, často hřebenitý, klásky jednotlivé, zboku smáčklé, vícekvěté (zpravidla 3–8 květů). Na bázi klásku jsou 2 plevy, které přibližně stejné, bez osin nebo osinaté (osina do 3 mm délky). Pluchy jsou osinaté nebo bez osin, pokud jsou osinaté, dosahuje osina zpravidla maximálně 5 mm délky. Plušky jsou dvoukýlné nebo bez kýlu. Plodem je obilka. Celkově je známo asi 15 druhů, které lze nalézt na severní polokouli od Středomoří po východní Asii.

## Taxonomická poznámka
Někteří autoři řadí do rodu Agropyron také druhy z rodu Elytrigia (česky pýr) a z rodu Elymus, (česky pýrovník). V pojetí tohoto článku jsou uznávány Agropyron s. str. a Elymus s. str. a Elytrigia jako samostatné rody.

## Druhy rostoucí v Česku
V České republice roste vzácně pouze 1 druh, žitňák hřebenitý (Agropyron cristatum, syn. Kratzmannia cristata (L.) Opiz). Je rozšířen hlavně v jižní Evropě, nejblíže na jižním Slovensku. Do ČR je pouze vzácně zavlékán. Někteří autoři však uvažují o původnosti některých lokalit na Znojemsku.